# Пробштейн, Ян Эмильевич
Ян Эми́льевич Пробште́йн (род. 12 июля 1953, Минск) — американский русский поэт, переводчик поэзии на русский и английский языки, литературовед, издатель.

## Биография
Ян Эмильевич Пробштейн родился 12 июля 1953 года в Минске (Белоруссия, СССР). Как переводчик начал публиковаться в 1980 году. Собственные стихи впервые были опубликованы в журнале «Континент» в 1989 г. Н. Горбаневской.
Участвовал в составлении, редактуре и переводе более десятка антологий европейской поэзии. Переводил с английского стихотворения Г. Лонгфелло, У. Блейка, Китса, П. Б. Шелли, Т. С. Элиота, Э. Паунда, У. Б. Йейтса, У. Х. Одена, К. Сэндберга, Чарльза Олсона, Роберта Данкена, Роберта Крили, Джона Эшбери, Чарльза Бернстина и других английских и американских поэтов; с испанского — Х. Э. Пачеко, Х. Л. Борхеса, стихи мексиканских и венесуэльских поэтов, с итальянского — стихи Дж. Унгаретти, с польского — Ч. Милоша, а также с языков народов бывшего СССР; публиковал также переводы поэзии с русского на английский (О. Мандельштам, Владислав Ходасевич, Георгий Иванов, Вениамин Блаженный, Роальд Мандельштам, Елена Шварц, Гершон Трестман, Александр Кабанов, Дмитрий Строцев). Принимал участие в публикации, редактуре и переводе антологий американской, английской, венесуэльской, латышской, мексиканской, норвежской поэзии. Эссе и статьи печатались также в «Литературной газете»,
«Новом литературном обозрении», журналах «Новый мир», «Крещатик», «Интерпоэзия», «Новый журнал», «Арион», «Континент», «Стрелец» и др.
С 1989 года живёт в Нью-Йорке. Преподавал английский язык, читал курсы по русской литературе в Нью-Йоркском университете, Новой школе социальных исследований и в колледже им. Т. Хантера. С апреля 1992 перешёл на редакторскую работу, не оставляя преподавания. С 1993 года начал заниматься издательской деятельностью, учредив издательство «Аркада — Arch». С 2003 года доцент, а с 2020 профессор английского языка и литературы в нью-йоркском (Touro University,[./Https://nyscas.touro.edu/academics/faculty/probstein-ian.php https://nyscas.touro.edu/academics/faculty/probstein-ian.php] New York) Туро-колледже. Кандидат филологических наук (2000, диссертация «Мотив странствия в поэзии О. Э. Мандельштама, В. В. Хлебникова и И. А. Бродского»), доктор литературоведения (Ph. D.). Составитель, редактор, автор предисловия, комментариев и один из ведущих переводчиков книги «Стихотворения и избранные Cantos» Эзры Паунда (1 т., СПб, Владимир Даль, 2003) «Стихотворения и поэмы» Томаса Стернза Элиота (М., АСТ, 2013), «Бесплодная земля. Полые люди» (Полное аннотированное собрание пьес и стихотворений Т. С. Элиота, СПБ.: Азбука-классика-Иностранка, 2019), «Испытание знака». Избранные стихи и эссе Чарльза Бернстина (М., Русский Гулливер, 2020).http://gulliverus.ru/books-tr/238-charlz-bernstin-ispytanie-znaka-izbrannye-stihotvoreniya-i-stati.html ) Короткий список премии Гильдии переводчиков «Мастер» (2021). Участвовал в издании «Собрания стихотворений» Дилана Томаса (М.: Центр книги Рудомино, 2015), а также в электронном русско-английском издании «Русский свободный стих» / Russian Free Verse как поэт и переводчик на английский; автор 12 книг стихов и нескольких книг эссе и литературоведческих исследований на русском и английском языках. Стихи, переводы, эссе и статьи печатались также в журналах «Новое литературное обозрение», «Иностранная литература», «Новый мир», «Крещатик», «Новая юность», «Prosodia», «Арион», «Плавучий мост», «Квадрига Аполлона», «Гвидеон», «Поэзия», «Новый Журнал», «Континент», «Стрелец», «Время и Мы», «Семь искусств», «Филологические науки», в электронных изданиях «Лиterraтура», Textonly, Gefter.ru, Textura.by, «Облака», «Сетевая словесность», в альманахах «Новая кожа», «Зарубежная Россия», «Связь времён» и в других периодических изданиях. На английском публиковался в Atlanta Review, The International Literary Quarterly, Brooklyn Rail: In Translation, Jacket-2, Four Centuries of Russian Poetry in Translation, Ugly Duckling Presse, International Poetry Review, Salonika, Spring, a journal of E.E. Cummings Society, Calliope, CrazyHorse, Rhino, Sibilla, The Epoch Times, The McNeese Review, Metamorphosis, Russian Studies in Literature, Make It New, a journal of Ezra Pound Society, and other periodicals. Всего около 500 публикаций.

## Книги
- «Дорога в мир» (Нью-Йорк, Аркада-Arch,1992)
- «Vita Nuova» (на английском, Филадельфия, R.E. M. Press, 1992)
- «Времена на сквозняке», (Нью-Йорк, Effect Publishing,1993)
- «Реквием» (Нью-Йорк — Москва, Линор, 1993)
- «Жемчужина» (Нью-Йорк — Москва, Издательство Елены Пахомовой, 1994)
- «Элегии» (Нью-Йорк — Москва, Издательство Елены Пахомовой,1995)
- «Инверсии» (Москва, Книгописная палата, 2001).
- Эзра Паунд. Стихотворения. Избранные Кантос. Т. I. (СПб.: Владимир Даль, 2003). Составитель, автор предисловия, один из основных переводчиков и комментаторов.http://malyshkin.narod.ru/Makets/Pound.pdf
- «Гордиев узел» (Милан, Alla pastocceria del pesce, 2014).
- «Одухотворённая земля» Книга эссе о русской поэзии (М.: Аграф, 2014).
- «Круг бытия» (Владивосток, Niding.publ.UnLTd-Нью-Йорк,  Аркада-Arch, 2015).
- The River of Time: Time-Space, History, and Language in Avant-Garde, Modernist, and Contemporary Russian and Anglo-American Literature. (Boston: Academic Studies Press, 2017).https://www.academicstudiespress.com/jewsofrussiaeasterneurope/the-river-of-time?rq=The%20River%20of%20Time
- «Две стороны медали» (М: Ридеро, 2017, 2019).
- Томас Стернз Элиот. Бесплодная земля. Полые люди. Поэмы, стихотворения, пьесы. Спб. Азбука-М.,: Иностранка, 2018. https://azbooka.ru/books/sobranie-exqe
- «Морока» (Минск: Медиал-Новые мехи, 2018)
- «Избыток бытия» (Москва: Стеклограф, 2020).
- «Испытание знака». Избранные стихи и эссе Чарльза Бернстина (М., Русский Гулливер, 2020).
- Osip Mandelstam. Centuries Encircle Me with Fire: Selected Poems of Osip Mandelstam. A bilingual English-Russian edition. Translation, introduction and commentaries by Ian Probstein. Boston: Academic Studies Press, 2022.   Academic Studies Press: https://www.academicstudiespress.com/out-of-series/9781644697160
- От «Черной горы» до «Языкового письма». Антология новейшей американской поэзии. Редакторы-составители Владимир Фещенко и Ян Пробштейн. М.: НЛО, 2022. https://www.nlobooks.ru/books/otdelnye_izdaniya/24949/
- Уолт Уитмен. «Песнь о себе самом». Избранные стихотворения. Составление, предисловие, примечания и перевод Яна Пробштейна. Ганновер, Германия, Семь искусств, 2023. https://www.lulu.com/shop/yan-probshtein/whitman/paperback/product-2z9wdg.html?page=1&pageSize=4
- «Полифонические стихи». (Киев, Друкарський Двiр, 2023). https://vtoraya-literatura.com/publ-5256
- Джером Ротенберг. «Жестокая Нирвана». Избранные стихи в 2-х томах. Сост., предисловие и перевод Яна Пробштейнa. (Чебоксары, Free Poetry, 2023).
- Charles Bernstein. Zeno's Way. Чарльз Бернстин. «Путь Зенона». Bilingual edition. Предисловие, комментарии, перевод Яна Пробштейна. (New York, Tiptop Street Publishing, 2023.
- Гертруда Стайн. «Стансы в медитации». Предисловие, комментарии, перевод Яна Пробштейна. (Тель-Авив, Израиль: Бабель, 2024).    ISBN 9789659316137
- Гертруда Стайн. «Стансы в медитации». Предисловие, комментарии, перевод Яна Пробштейна. (Чебоксары: Free Press, 2024). Параллельное издание.  ISBN 978-5-6052256-2-1

## Признание
- 2-я Премия Габриэля Маркеса (The Gabo Prize for Literature in Translation & Multi-Lingual Texts) за переводы стихов О. Мандельштама на английский (2016).
- Шорт-лист премии «Поэзия» за переводы Дж. Эшбери, опубликованные в журнале «Prosodia» (2018) & «Песнь любви Дж. Алфреда Пруфрока» Т. С. Элиота (СПБ: Азбука, 2019). https://azbooka.ru/books/sobranie-exqe
- Шорт-лист премии «Мастер» за переводы из Эзры Паунда, опубликованные в журнале «Новый мир» (2016).
- Шорт-лист премии Мастер за книгу переводов избранных стихотворений и эссе  Чарльза Бернстина «Испытание знака» (М.: Русский Гулливер, 2020) (2021).

## Отзывы о творчестве
- «У Яна Пробштейна острый взгляд, часто ироничный. Ирония свойственна либо надменному невежеству — либо сравнивающему многознанию. В последнем случае — а речь об этом — здесь драгоценное сочувствие к предмету и воля к улучшению жизни. Это стихи культурного, думающего человека, подверженного, в связи с этим, и унынию, и отчаянию — чему не подвержены те, кто не думает». (Владимир Леонович)
- «Яну Пробштейну не откажешь в одном: он верен себе, а из этого следует, что и в главном ему тоже не откажешь. Его книги — лирическое свидетельство, документ эпохи и потому поэзия. Бывают поэты, каждая книга которых сводится к стихотворению, даже если таких стихотворений несколько. У Яна Пробштейна наоборот: каждое его стихотворение разворачивается в остальную книгу и даже продолжается в других его книгах, куда оно не вошло» (Владимир Микушевич)
- «В последнее время Пробштейн завоевал прочную репутацию переводчика и знатока зарубежной поэзии, прежде всего английской. Включённые в „Инверсии“ переводы ещё раз подтверждают это. Но есть у Пробштейна собственно лирические, можно даже сказать — исповедальные стихи, чего никогда не заменишь техническими изысками и богатой эрудицией» (Юрий Орлицкий)
- «В мифе о языке заключена тайна, которая не переводима на другие языки, да и, возможно, вообще не переводима. Следуя своему трактату „Миф и поэзия“ („Новый журнал“, 196, 1995), Пробштейн пытается разрешить эту задачу. Школа художественного перевода, которую он прошёл в Москве у А. Штейнберга, знакомство с А. Тарковским и С. Липкиным, разумеется пошли ему на пользу — прежде всего в смысле стихотворной техники и, конечно, литературного кругозора. <…> Он знает, например, что своими языковыми экспериментами он заговаривает безмолвие, в котором сходятся все гармонические идеалы. Он знает, что настоящий поэт должен это безмолвие принять, а затем его переступить» (Дмитрий Бобышев)
- «В кратком предисловии к сборнику сказано, что это „стихи о парадоксальности, метафизичности, изменчивости мира и нашего видения“. Очень точное высказывание. Поэт видит главное свойство современного мира — неуловимость» (Константин Кедров)

## Семья
Супруга — Наталья Юрьевна Казакова (13.03.1965–19.05.2022), литературовед, доцент, филилог. Есть сын, Юрий Янович Пробштейн-Казаков.